# Nenad Krstičić
Nenad Krstičić (cyr. Ненад Крстичић, ur. 3 lipca 1990 w Belgradzie) – serbski piłkarz serbski grający na pozycji środkowego pomocnika. Od 2017 jest zawodnikiem klubu FK Crvena zvezda.

## Kariera klubowa
Swoją karierę piłkarską Krstičić rozpoczął w OFK Beograd. W 2007 roku awansował do kadry pierwszego zespołu. 17 sierpnia 2007 zadebiutował w nim w serbskiej Superlidze w wygranym 2:0 domowym meczu z Boracem Čačak. W debiucie zdobył gola. W sezonie 2007/2008 był podstawowym zawodnikiem OFK.
W 2008 roku Krstičić przeszedł do Sampdorii. Przez pierwsze trzy sezony nie zdołał zaliczyć debiutu w barwach Sampdorii. W sezonie 2010/2011 klub ten spadł z Serie A do Serie B. Swój debiut w Sampdorii Serb zanotował 6 stycznia 2012 w przegranym 0:1 domowym meczu z Varese. W sezonie 2011/2012 powrócił z Sampdorią do Serie A.
| Sezon   | Klub             | Kraj      | Rozgrywki         | Mecze | Bramki |
| ------- | ---------------- | --------- | ----------------- | ----- | ------ |
| 2007/08 | Beograd          | Serbia    | Super liga Srbije | 24    | 2      |
| 2008/09 | Beograd          | Serbia    | Super liga Srbije | 3     | 0      |
| 2008/09 | UC Sampdoria     | Włochy    | Serie A           | 0     | 0      |
| 2009/10 | UC Sampdoria     | Włochy    | Serie A           | 0     | 0      |
| 2010/11 | UC Sampdoria     | Włochy    | Serie A           | 0     | 0      |
| 2011/12 | UC Sampdoria     | Włochy    | Serie B           | 13    | 0      |
| 2012/13 | UC Sampdoria     | Włochy    | Serie A           | 25    | 1      |
| 2013/14 | UC Sampdoria     | Włochy    | Serie A           | 32    | 1      |
| 2014/15 | UC Sampdoria     | Włochy    | Serie A           | 32    | 1      |
| 2014/15 | Bologna FC       | Włochy    | Serie B           | 32    | 1      |
| 2015/16 | UC Sampdoria     | Włochy    | Serie A           | 10    | 0      |
| 2016/17 | Deportivo Alavés | Hiszpania | Primera División  | 14    | 2      |

## Kariera reprezentacyjna
Krstičić grał w młodzieżowych reprezentacjach Serbii. W dorosłej reprezentacji zadebiutował 10 września 2013 roku w wygranym 3:0 meczu eliminacji do MŚ 2014z Walią, rozegranym w Cardiff. W 88. minucie meczu zmienił Dušan Tadicia.